# Mökkikylä
Mökkikylä är en ort i Kajana stad (kommun) i landskapet Kajanaland i Finland. Mökkikylä utgjorde en tätort (finska: taajama) fram till tätortsavgränsningen 2013.
Vid tätortsavgränsningen den 31 december 2012 hade Mökkikylä 200 invånare och omfattade en landareal av 0,56 kvadratkilometer. Året därefter hade området färre än 200 invånare och Mökkikylä klassificerades inte längre som tätort.